# Scinax centralis
Scinax centralis es una especie de anfibios de la familia Hylidae. Es endémica de Brasil.
Sus hábitats naturales incluyen bosques tropicales o subtropicales secos, sabanas secas, zonas de arbustos, ríos y marismas intermitentes de agua dulce. Está amenazada de extinción por la destrucción de su hábitat natural.